# Mellan-Snägden
Mellan-Snägden är en sjö i Timrå kommun i Medelpad och ingår i Indalsälvens huvudavrinningsområde.